# Simon Templeman
Simon Templeman (født 2. januar 1954) er en britisk skuespiller og stemmelægger, kendt for at ligge stemme til blandt andet Kain i spilserien Legacy of Kain, Loghain Mac Tir i Dragon Age-serien og Jacob Danik i Dead Space 3.

## Privatliv
Templeman er gift med skuespilleren Rosalind Chao, med hvem han har to børn.

## Udvalgt filmografi

### Tv-serier
- Star Trek: The Next Generation (1990) – John Bates
- Northern Exposure (1994–95) – Caldecott "Cal" E. Ingraham
- Heksene fra Warren Manor (2001–05) – Angel of Death
- Just Shoot Me! (2002–03) – Simon Leeds
- The Neighbors (2012–14) – Larry Bird
- House of Lies (2015–16) – Teddy Grammatico

## Udvalgte spil
- Blood Omen: Legacy of Kain (1996) – Kain
- Legacy of Kain: Soul Reaver (1999 ) – Kain, Dumah
- Soul Reaver 2 (2001) – Kain
- Blood Omen 2 (2002) – Kain, m.fl.
- Legacy of Kain: Defiance (2003) – Kain
- Uncharted: Drake's Fortune (2007) – Gabriel Roman
- Uncharted 2: Among Thieves (2009) – Gabriel Roman
- Dragon Age: Origins (2009) – Loghain Mac Tir, m.fl.
- God of War III (2010) – Peirithous
- Mass Effect 2 (2010) – Han'Gerrel vas Neema, m.fl.
- Dragon Age: Origins – Awakening (2010) – Loghain Mac Tir, m.fl.
- Uncharted 3: Drake's Deception (2011) – Gabriel Roman
- Mass Effect 3 (2012) – Han'Gerrel vas Neema, m.fl.
- Diablo III (2012) – Haedrig Eamon
- Dead Space 3 (2013) – Jacob Danik
- Dragon Age: Inquisition (2014) – Loghain Mac Tir